# Captain Biceps
Cet article concerne la bande dessinée. Pour la série télévisée, voir Captain Biceps (série télévisée d'animation).
Captain Biceps est une série de bande dessinée humoristique dessinée par Tébo sur des scénarios de Zep relatant les aventures du personnage éponyme, un super-héros parodique. Publiée dans le mensuel Tchô ! à partir de 2004, elle compte 7 albums depuis 2019.

## Histoire

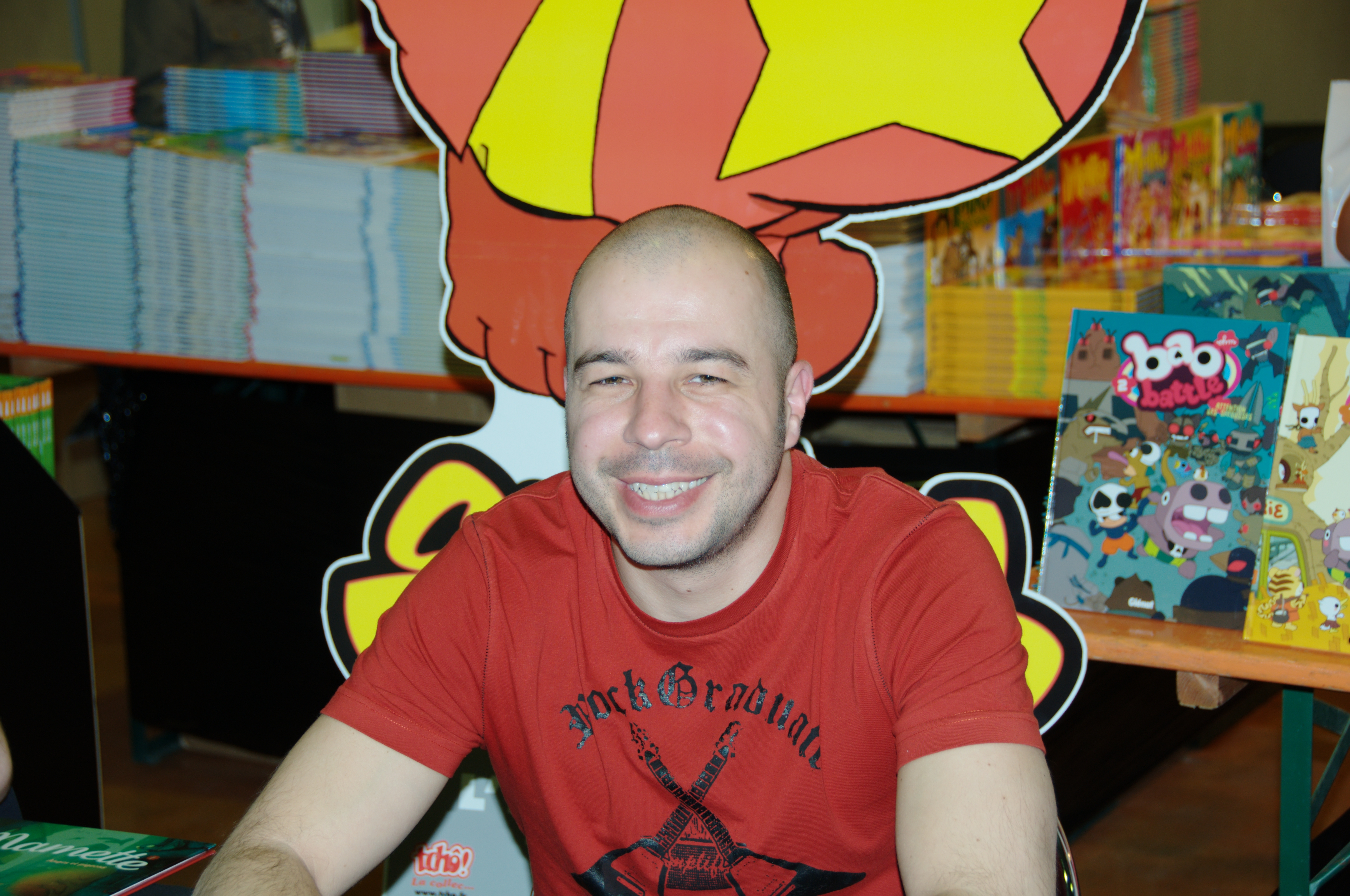
Tébo, au festival de Bande dessinée de Mandelieu en 2008.

Captain Biceps est tout d'abord publié en 2004 dans le mensuel Tchô ! Les planches de Captain Biceps sont ensuite compilées dans un album de bande dessinée. Chaque planche représente une caricature de super-héros de comics, avec ses super-pouvoirs et des super-vilains pour ennemis. Le héros se bat et triomphe d'un méchant, dans une conclusion le plus souvent absurde. La présentation est calquée sur les comics traditionnels, avec un logo, un titre (Captain Biceps contre Super Vilain) et un slogan (Captain Biceps, plus terrifiant que la peur… et plus mortel que la mort)[réf. nécessaire].
Au début, quand Tebo et Zep ont présenté leurs premières planches à l'éditeur, celui-ci n'a pas aimé en pensant que ceci ne faisait rire qu'eux, mais il a accepté de les publier pour leur faire plaisir. Le succès fut quasi immédiat et les auteurs reçurent de nombreuses planches dessinées par des lecteurs, ce qui les laissa penser que leur bande dessinée plaisait et ils décidèrent donc de continuer.
Chaque album se vend à 70 000 exemplaires et le héros est déjà publié en Allemagne, Espagne, Italie, Afrique du Sud, Europe de l'Est et en Chine[réf. nécessaire].
Un personnage parodique appelé Captain Triceps est créé et montré dans la série télévisée d'animation française Samson et Néon comme leurs héros préférés dont on entend le nom quand Samson et Néon suivent l'émission. On le voit aussi sur des posters. Son costume est de couleur grise.

## Personnages
Captain Biceps (dont l'identité « ordinaire » est Elmer Rateau) est un personnage tout en muscle, à la mâchoire carrée et proéminente. Le personnage est doté d'une musculature surnaturelle, mais ne brille pas par son intelligence. Son costume est rouge, avec de grosses étoiles jaunes (évoquant avec d'autres couleurs le costume de Captain America). Dans sa jeunesse, on le représente comme allant à l'école des Super-Héros, où on apprend à utiliser ses pouvoirs, confectionner son costume et combattre les méchants. On le voit parfois discuter avec certains « grands » super-héros. Il tente, avec plus ou moins de succès, des flirts avec des super-héroïnes, mais le personnage est tourné en dérision et n'arrive donc jamais à les séduire. Parmi ses amis, on compte Hyperman (Superman) qui aide Captain Biceps lorsqu'il est en fâcheuse posture, et Superménage-woman qui l'aidera à vaincre l'Étonnant Homme-Araignée (Spider-Man).
Comme Hyperman a Hyperboy, Batman a Robinet, Captain Biceps a besoin d'un assistant. Il y aura : Carnage Boy (décédé dans le stage de combat), Genius Boy (tué accidentellement par Captain Biceps contre Squale-Man), Sifflet-Boy (tué par l'Alien), Biceps Boy (tué par Alaktra), Speed Kid (décédé, vu dans le cimetière), Gilet Boy (décédé, vu dans le cimetière), Biceps Dog (abandonné), et Biceps Kid (vivant).
La mère de Captain Biceps est une petite femme rondelette autoritaire et infantilisante. Elle est un archétype de la maman : envahissante (« Elmer, t'as oublié de mettre un slip propre »), dominatrice (« Pilou, tu ranges ta chambre tout de suite ! »), et protectrice (« Je t'ai fait des chaussettes, sans acrylique à cause de tes pieds qui transpirent »).
Les opposants du Captain Biceps sont nombreux et les auteurs piochent dans les grands classiques du genre. Ils reprennent alors les plus connus des éditions DC Comics et Marvel, mais avec un nom détourné (ou parodies de personnages de mangas, de films, de littératures ou de légendes urbaines) : Hulk (Heulk), La Torche humaine, Batman, Daredevil, Spider-Man, Wolverine, Wonder Woman, La Chose, Mr Fantastique, L'Homme Invisible, Aquaman, Iron Man, Catwoman, Terminator, Le Vautour, Magnéto, Michael Jackson, Médusa, Unus l'intouchable, Le Mort-Vivant, Docteur Octopus, Tarzan, Thor, parodie de magicien, Le Bouffon vert, Yéti, Le Père Noël, parodie de Flash ou de Vif-Argent, L'Homme-sable, Electro, Alien, Le Punisher, Elektra, Le Lézard, Kraven, Namor, Le Joker, Hellboy, Harry Potter, Jack-o'-lantern, Le Pirate, Galactus, Iceberg, La Momie, Monsieur Propre, Ken, Titeuf, Le Rhino, référence à Godzilla, Cyclope, Superdupont le Super Français, Ghost Rider, Le Sufer d'argent, Conan le Barbare, Naruto, Green Lantern, Le Loup-Garou, Freddy, Le Vampire, et le Croco (toujours référence au Lézard à cause de son histoire).
Ou alors ils inventent des super-vilains en se basant sur les codes du genre, notamment : Pacific Man, Végétal Man, Glu Man Le Terrible, Le Crapaud, Le Putois, Écolo-Man, Red Guitar, Doktor Otto, Absorb-Man, Fille-Man, Le Fantôme, La Mouche, Captain Latex, Dégueulasse-Man, Bébé-Man, Gladiateur-Man, Docteur Nuisible (l'ennemi juré de Captain Biceps), Dog-Man, Dentiste-Man, GrokuMan, Transpiro, Akupunkturman, Échasses-Man (fait partie des Naze-Men), Mister Papier (fait partie des Naze-Men), Cambouis-Man (fais partie des Naze-Men), Girafe-Man (fait partie des Naze-Men), L'Homme-Trombone (fait partie des Naze-Men), Oisillon-Mon (fait partie des Naze-Men), Captain Cyber Biceps (Androïde créé par le Docteur Nuisible), La Cape, Captain Pétanque, Le Pleurnicheur, Blindé-Man, Bouzillator, L'Effroyable Maître des Slips, Combustion Man, Le Bâilleur, La Créature des Égouts (Le Tentacule), Atomik Mémé, Le Mexicain, Rébus-Man L'Inquiétant, Scotch-Man, Liquid-Man, Chips-Man (fait partie des Comestibles-Men), Captain Petits-Pois (fait partie des Comestibles-Men), Spaguetti-Man (fait partie des Comestibles-Men), Chou-à-la-crème-Man (fait partie des Comestibles-Men), Le Hérisson, Tuvheumondoi, Le Souffleur, Giga-Woman (l'amour de sa vie), Orgaen-Man, Calin-Man, Marguerite-Man, WC-Man, Démembrator, Supercanongirl, Le Crabe, Pileux-Man, Laid-Man, Cruel-Man, Furoncle-Man, La Créature des Égouts (Hygiène-Boy), Squale-Man, Le Renifleur, Requin-Marteau-Man (fait partie de l'équipe de Squale-Man), Poisson-Globe-Man (fait partie de l'équipe de Squale-Man), Anémone-Man (fait partie de l'équipe de Squale-Man), Méduse-Man (fait partie de l'équipe de Squale-Man), Le Bulot (fait partie de l'équipe de Squale-Man), Flocon-de-neige-Man, et Nicolas Fernandes.

## Liste des albums
Tous sont dessinés par Tébo et scénarisés par Zep. Ils sont publiés aux éditions Glénat.
- 2004 : L'Invincible
- 2005 : Le Redoutable
- 2006 : L'Invulnérable
- 2007 : L'Inoxydable
- 2011 : L'Intrépide
- 2014 : Le Retour du poing de la justice
- 2019 : L'Increvable

## Adaptation
En 2009, l'adaptation de la bande dessinée en série d'animation est annoncée. C'est le studio Futurikon qui se charge d'animer le super-héros dont les exploits seront déclinés en 78 épisodes de 8 minutes, pour France 3 et France 4. L'avant-première diffusée le 2 janvier 2010 a réuni, en moyenne, 600 000 téléspectateurs. La diffusion sur France 4 démarre le 8 mai 2010. La série a également été diffusée sur TéléTOON+ à compter du 3 janvier 2011 et sur la Radio télévision suisse (RTS).

### Documentation
- Paul Gravett (dir.), « Les années 2000 : Captain Biceps », dans Les 1001 BD qu'il faut avoir lues dans sa vie, Flammarion, 2012 (ISBN 2081277735), p. 836.